# Нижняя Колотовка
 Нижняя Колотовка  — деревня в Афанасьевском районе Кировской области в составе Гординского сельского поселения.

## География
Расположена на расстоянии менее 2 км по прямой на восток от центра поселения села  Гордино на правобережье реки Кама.

## История
Известна с 1891 года как починок Колотовский, в 1905 году уже Нижнеколотовский, отмечено дворов 4 и жителей 27, в 1926 здесь (деревня Нижне-Колотовская) хозяйств 8 и жителей 59, в 1950  14 и 46, в 1989 81 житель. Современное название утвердилось с 1939 года.  

## Население
Постоянное население составляло 98 человек (русские 100%) в 2002 году, 84 в 2010.